# Langueux
Langueux (bretoňsky) Langaeg je francouzské město, leží v bretaňském departementu Côtes-d'Armor. Je to správní sídlo kantonu Langueux, patřícího do Arrondissementu Saint-Brieuc. První písemná zmínka o vsi pochází z roku 1163, kdy se zde uvádí kostel sv. Ilana. Identita tohoto světce není jasná. Roku 1369 bylo Langueux sídlem farnosti, jurisdikcí spadalo pod Saint-Brieuc. Samostatnou správní jednotkou se město stalo v roce 1790. Město měnilo v historii několikrát svůj název, ten dnešní obdrželo úředním výnosem v roce 1801. Od roku 1991 se zde každoročně koná závod Langueuxská korida, což je silniční běh mužů a žen na 10 km s mezinárodní účastí.
Stávající kostel svatých Petra a Pavla je stavbou z roku 1853.
Partnerská města Langueux jsou Dabaga v Nigérii a Vadebridge ve Spojeném království.

## Galerie

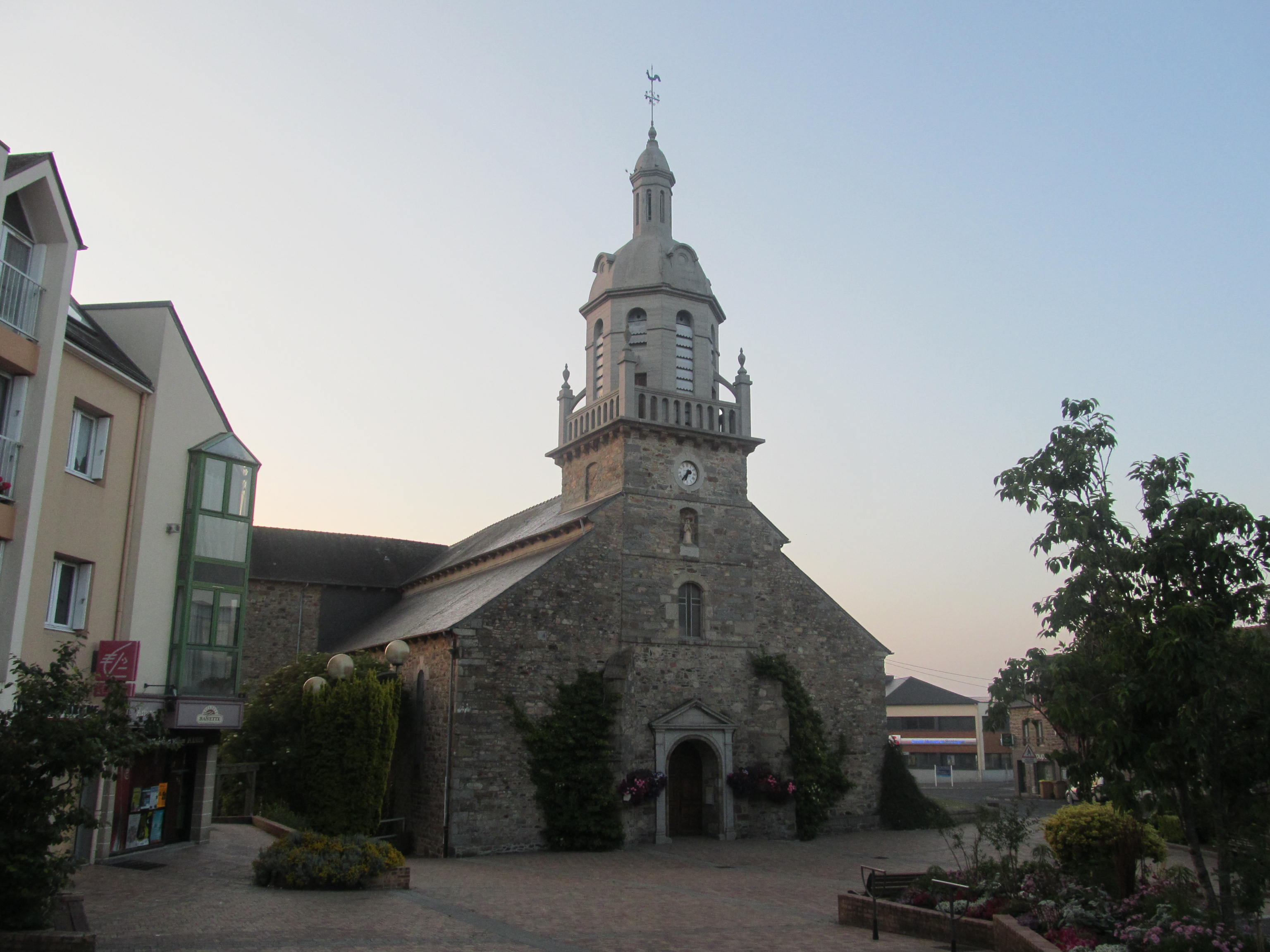
Kostel sv. Petra a Pavla
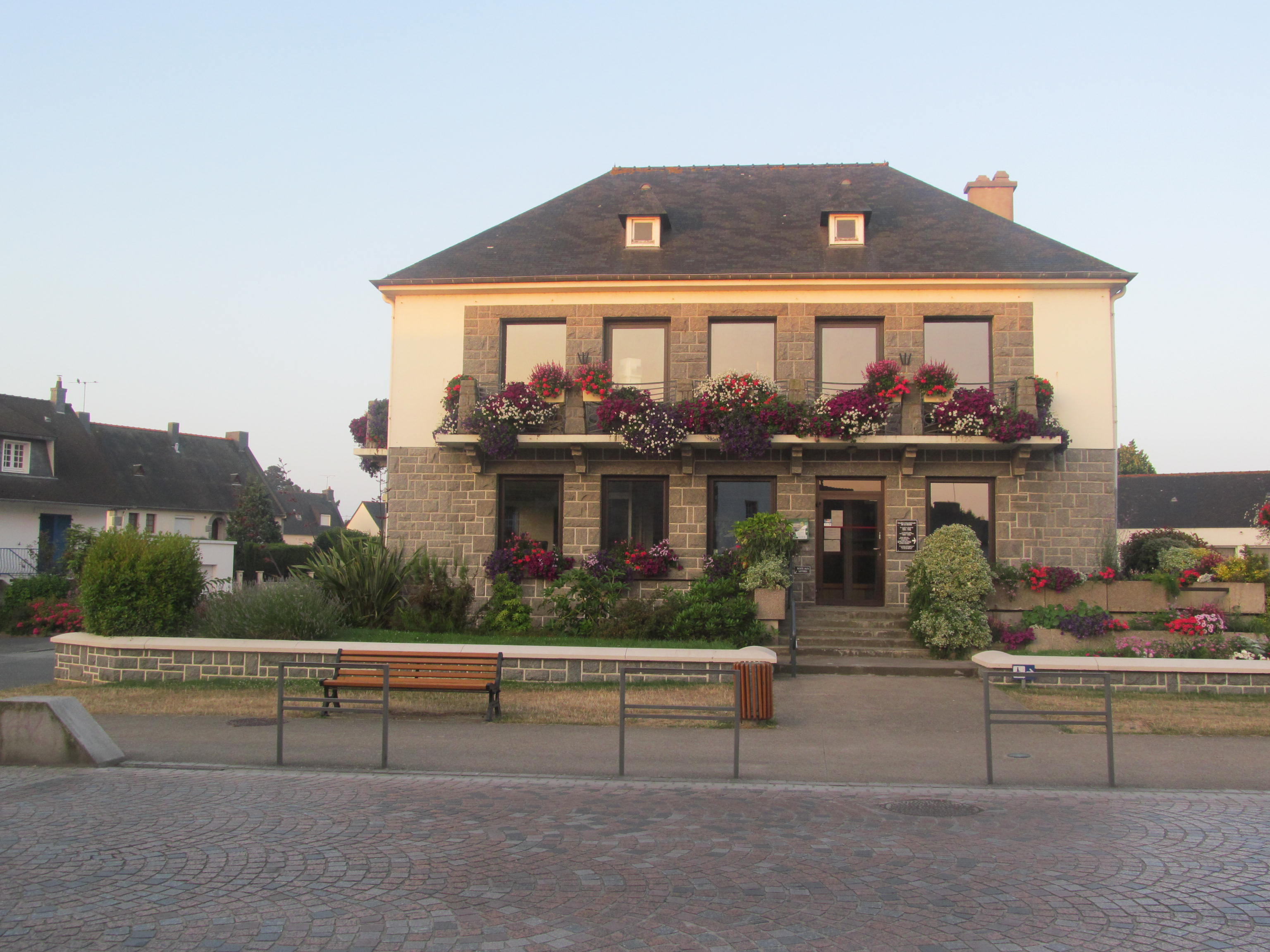
Radnice
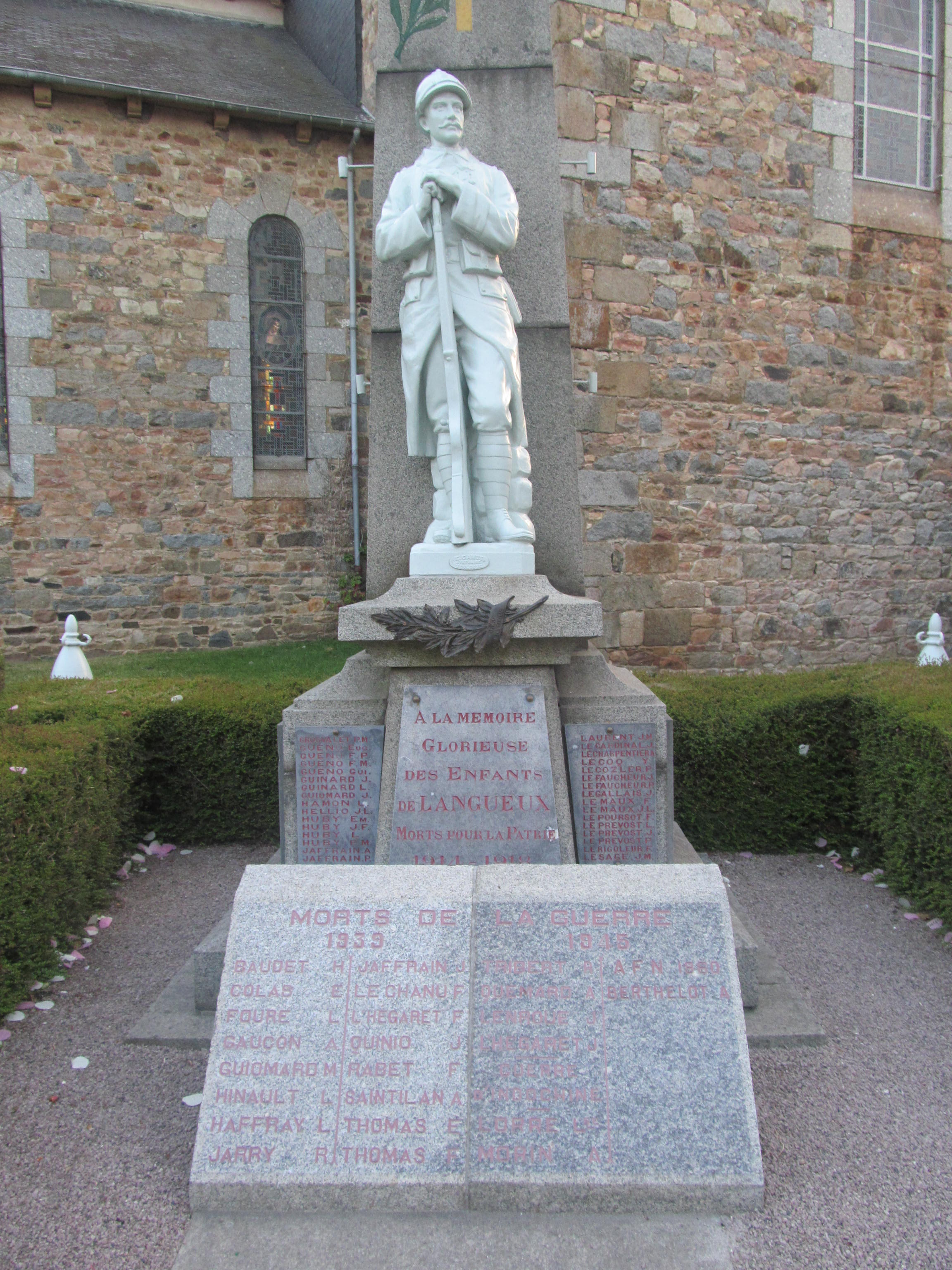
Památník padlým v I. a II. světové válce